# Astronomiczeskij żurnał
Astronomiczeskij żurnał (ros. Астрономический журнал) – rosyjskie czasopismo naukowe, założone w 1924 przez Wasilija Fiesienkowa pod nazwą „Russkij astronomiczeskij żurnał”, od 1928 ukazuje się pod obecną nazwą. Publikuje oryginalne prace ze wszystkich dziedzin astronomii (dwumiesięcznik). Wydawany w Moskwie przez Akademię Nauk ZSRR, od 1992 przez Rosyjską Akademię Nauk.